# 豊田市立小原中学校
豊田市立小原中学校（とよたしりつ おばらちゅうがっこう）は、愛知県豊田市永太郎町馬場にある公立中学校。小原地区唯一の中学校である。

## 沿革
- 1947年（昭和22年）4月 - 西加茂郡小原村に小原村立小原中学校として創立。旧青年学校の校舎を用いていた。
- 1973年（昭和48年） - 愛知県立猿投農林高校小原分校が閉校したため分校校舎を一部を利用。
- 1974年（昭和49年） - 体育館が竣工。
- 1984年（昭和59年） - PTA全国協議会長賞を受賞。
- 1987年（昭和62年） - 鉄筋コンクリート造2階建ての校舎が竣工。
- 1994年（平成6年） - 中日教育賞を受賞。
- 1996年（平成8年） - ホビー大賞文部大臣賞を受賞。
- 2005年（平成17年） - 小原村が豊田市に編入されたことで豊田市立小原中学校に改称。

## 通学区域
以下の小学校区。
- 豊田市立道慈小学校
- 豊田市立本城小学校
- 豊田市立小原中部小学校

## 生徒数
- 1947年（昭和22年） - 398人
- 1957年（昭和32年） - 514人
- 1967年（昭和42年） - 390人
- 1977年（昭和52年） - 188人
- 1987年（昭和62年） - 176人
- 1997年（平成9年） - 165人

## 周辺
- 豊田市和紙のふるさと
- 国道419号
- 岐阜県道・愛知県道19号土岐足助線